# Ernest Hemingway
Ernest Miller Hemingway (21 tháng 7 năm 1899 – 2 tháng 7 năm 1961) là một tiểu thuyết gia người Mỹ, nhà văn viết truyện ngắn và là một nhà báo. Ông là một phần của cộng đồng những người xa xứ ở Paris trong thập niên 20 của thế kỷ XX và là một trong những cựu quân nhân trong Chiến tranh thế giới I, sau đó được biết đến qua "Thế hệ đã mất". Ông đã nhận được Giải Pulitzer năm 1953 và Giải Nobel Văn học năm 1954 với tiểu thuyết Ông già và biển cả
Nguyên lý tảng băng trôi là đặc điểm trong văn phong của Hemingway. Nó được mô tả là sự kiệm lời, súc tích và có tầm ảnh hưởng quan trọng trong sự phát triển của văn chương thế kỉ XX. Nhân vật trung tâm trong tác phẩm của ông là những người mang đặc trưng của chủ nghĩa khắc kỷ. Nhiều tác phẩm của ông hiện nay được coi là những tác phẩm kinh điển của nền văn học Mỹ.

## Tuổi trẻ
Ernest Miller Hemingway sinh ngày 21 tháng 7 năm 1899 tại Oak Park, Illinois, một vùng ngoại ô của Chicago. Hemingway là người con trai đầu tiên và là người con thứ hai mà ông Clarence Edmonds "Doc Ed" Hemingway – một bác sĩ làng và bà Grace Hall đã sinh ra. Cha của Hemingway rất chú ý tới sự ra đời của Ernest và đã thổi tù và ngay tại hành lang trước nhà để thông báo cho những người hàng xóm rằng vợ ông vừa sinh ra một cậu con trai. Gia đình Hemingway sống trong một ngôi nhà sáu phòng ngủ theo lối Victoria được xây dựng bởi người ông ngoại góa vợ của Ernest, Ernest Miller Hall, một người Anh nhập cư, từng là quân nhân trong cuộc Nội chiến Mỹ và đã chung sống với gia đình khi còn sống. Hemingway có tên trùng với người ông ngoại này của mình.

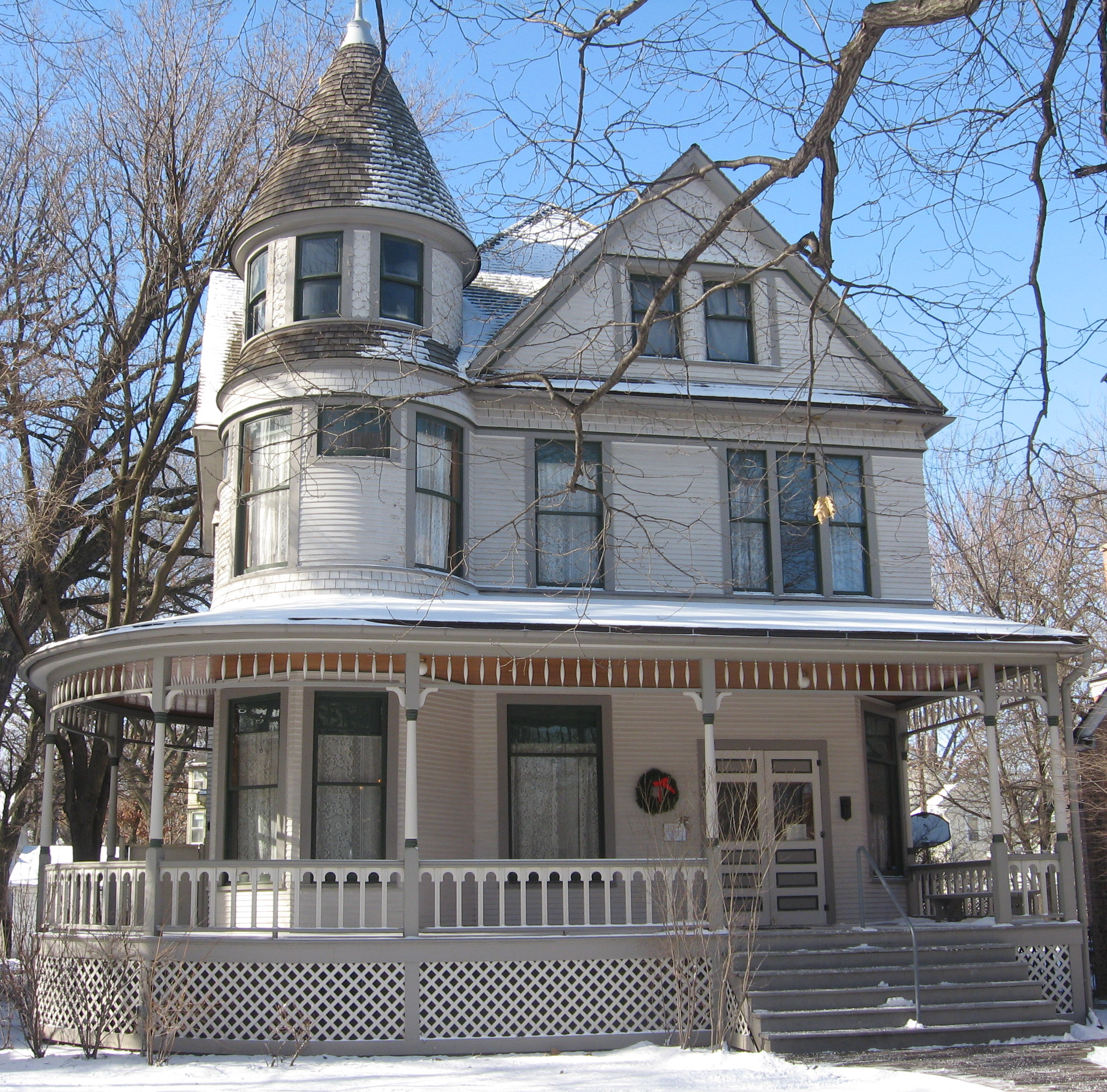
Nơi ông sinh ra tại Oak Park, Illinois

Mẹ của Hemingway trước kia mong muốn được trở thành nghệ sĩ opera và đã kiếm tiền để đi học thanh nhạc. Bà là người độc đoán và rất sùng đạo (domineering and narrowly religious), phản ánh cho quan niệm đạo đức mang tính nghiêm ngặt của người theo đạo Tin lành tại Oak Park, mà Hemingway sau này đã nhận định rằng có "những bãi cỏ(?) rộng và những tư tưởng hẹp hòi" ("wide lawns and narrow minds"). Hemingway sau đó đi đến kết luận rằng mẹ ông đã chi phối bố ông tồi tệ đến mức bà đã hủy hoại ông. Những người khác cho rằng bà bị rối loạn thần kinh chức năng. Nhà thơ nổi tiếng Wallace Stevens đã đề cập đến trong một bức thư rằng Hemingway là người duy nhất mà ông từng gặp "thực sự ghét mẹ của mình" ("truly hated his own mother").Tại The Hemingway Resource Center (Trung tâm Tài nguyên Hemingway) Trong khi mẹ ông hi vọng rằng con trai của bà sẽ bộc lộ sự hứng thú đối với âm nhạc, Hemingway lại thừa hưởng từ cha mình những sở thích (outdoorsman hobbies) như đi săn, câu cá và cắm trại trong những khu rừng và hồ vùng Bắc Michigan. Gia đình ông sở hữu một ngôi nhà có tên Windemere trên Walloon Lake, gần Petoskey, Michigan và thường nghỉ hè tại đó. Những trải nghiệm đầu đời khi sống gần gũi với thiên nhiên này đã truyền cho Hemingway một niềm đam mê suốt đời đối với những cuộc phiêu lưu ngoài trời và với cuộc sống trong những khu vực xa xôi, hẻo lánh.
Hemingway học tại trường trung học Oak Park and River Forest từ tháng 9 năm 1913 cho đến khi ông tốt nghiệp vào tháng 6 năm 1917. Ông nổi trội cả về học lý thuyết lẫn chơi thể thao; ông đấm bốc, chơi bóng bầu dục, và là một tài năng hiếm thấy trong các lớp học tiếng Anh. Kinh nghiệm viết đầu tiên của ông là viết cho "Trapeze" và "Tabula" (tờ báo và cuốn niên giám của trường) trong năm học trung học cơ sở (tiếng Anh-Mỹ: junior year), sau đó giữ chức vụ biên tập trong năm học phổ thông (tiếng Anh-Mỹ: senior year). Thỉnh thoảng, ông cũng viết dưới bút danh Ring Lardner, Jr., thể hiện sự kính trọng đối với thần tượng văn chương của ông - Ring Lardner.
Sau khi học trung học, Hemingway không muốn theo học đại học. Thay vào đó, ở tuổi mười tám, ông bắt đầu sự nghiệp viết của mình với tư cách là một phóng viên cho The Kansas City Star. Mặc dù ông làm việc cho tờ báo này chỉ trong sáu tháng (17 tháng 10 năm 1917 - 30 tháng 4 năm 1918), nhưng trong suốt cuộc đời mình, ông đã sử dụng tôn chỉ viết của tờ báo này để tạo nên phong cách viết cho riêng mình: "Sử dụng những câu văn ngắn. Sử dụng những đoạn mở đầu ngắn. Sử dụng thứ tiếng Anh hùng hồn. Phải khẳng định, không phủ nhận" ("Use short sentences. Use short first paragraphs. Use vigorous English. Be positive, not negative.") Nhiều giai thoại tương tự được đăng tải tại the centennial commemoration page of the Kansas City Star. Nhân dịp kỷ niệm 100 năm ngày sinh của Ernest Hemingway (1899), The Star ghi danh Hemingway là phóng viên hàng đầu của báo trong một trăm năm qua.

## Chiến tranh thế giới I
Hemingway ngừng làm phóng viên sau đó chỉ một vài tháng và, đi ngược lại mong muốn của cha mình, ông tình nguyện tham gia vào Quân đội Mỹ để chứng kiến những hoạt động trong Chiến tranh thế giới I. Ông không vượt qua được bài kiểm tra sức khỏe vì thị lực kém, vì thế ông chuyển sang gia nhập vào hàng ngũ quân y (Red Cross Ambulance Corps). Trên chặng đường tới mặt trận Italia, ông dừng lại ở Paris, nơi đang chịu những đợt ném bom liên tiếp từ phía không quân Đức. Thay vì ở một nơi tương đối an toàn tại khách sạn Florida, Hemingway cố gắng tiếp cận trận đánh nhất có thể.

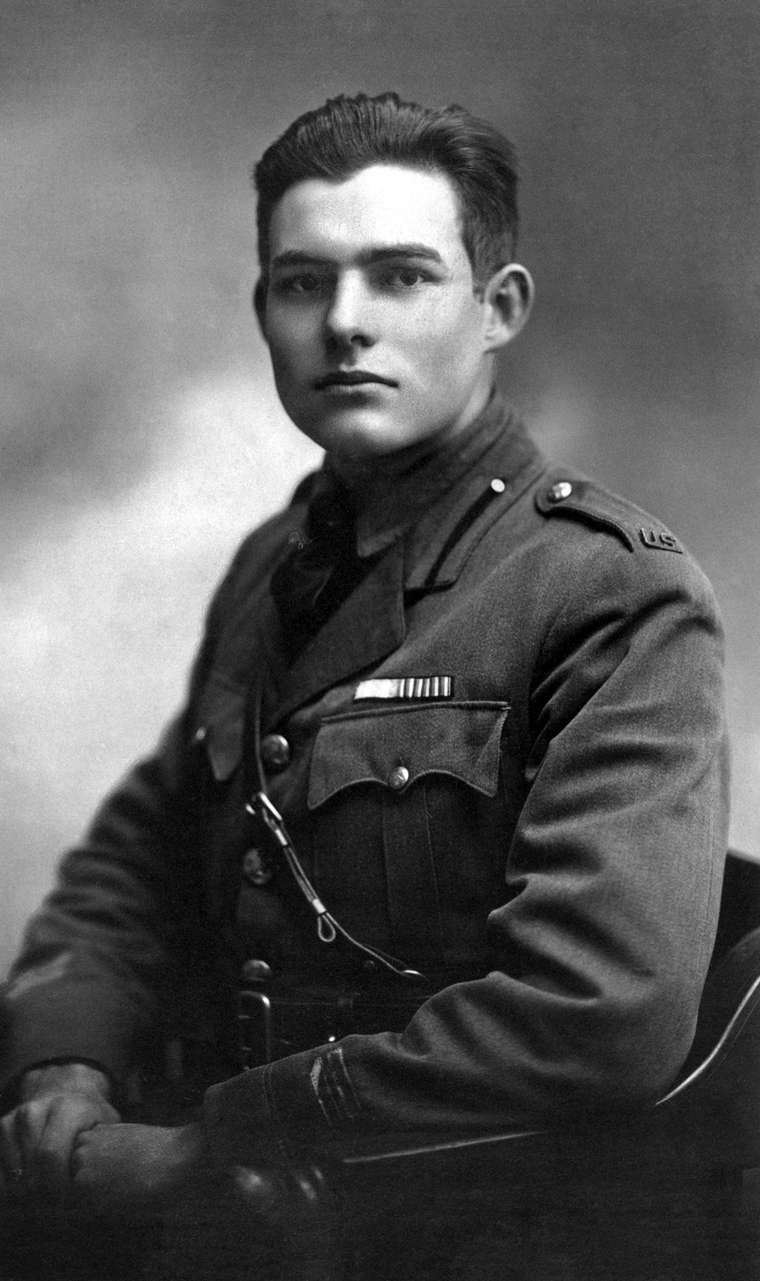
Hemingway với quân phục trong Chiến tranh thế giới I

Tiếp đó, sau khi tới Mặt trận Italia, Hemingway đã chứng kiến tận mắt sự tàn bạo của chiến tranh. Trong ngày đầu tiên ông làm nhiệm vụ, một xưởng đúc đạn dược gần Milan đã nổ tung. Hemingway phải thu nhặt thi hài của những người phụ nữ còn sót lại (human—primarily female—remains). Hemingway đã viết về trải nghiệm này trong một truyện ngắn của ông mang tên "A Natural History of the Dead"(tạm dịch: Một Câu Chuyện Có Thật về Cái Chết). Lần đầu tiên chạm trán với cái chết khiến cho ông run sợ.
Những người lính mà ông gặp sau đó cũng không làm dịu bớt nỗi kinh hoàng. Một người trong số họ, Eric Dorman-Smith, tiếp chuyện Hemingway với một câu lấy từ Hồi II, Cảnh III trong Phần 2 của vở kịch Henry IV của Shakespeare: "Bằng lòng trung thành của tôi, tôi không lo sợ gì cả; người ta có thể chết nhưng chỉ một lần duy nhất; chúng ta nợ Thượng đế một cái chết... và cứ để cho nó đến theo cách của nó, cái chết của anh chính là sự giải thoát cho kiếp sau." ("By my troth, I care not; a man can die but once; we owe God a death... and let it go which way it will, he that dies this year is quit for the next.") Burgess, 1978, p. 24. (Hemingway đã trích những dòng này cho riêng mình trong "Hạnh phúc ngắn ngủi của Francis Macomber" (tựa gốc: The Short Happy Life of Francis Macomber), một trong những truyện ngắn nổi tiếng nhất của ông được viết tại châu Phi.) Với một người một người lính khác, Hemingway có lần nói, "Ông thật troppo vecchio (Tiếng Italia: quá già) để tham chiến" (gốc: "You are troppo vecchio for this war, pop."). Người lính 50 tuổi đã đáp lại, "Tôi có thể chết giống như bất kỳ người đàn ông nào." ("I can die as well as any man").
Vào ngày 8 tháng 7 năm 1918, Hemingway bị thương trong khi vận chuyển quân nhu, và nó đã khiến ông phải dừng công việc lái xe cứu thương của mình. Mặc dù sự việc ông bị thương từng có nhiều nghi vấn, nhưng hiện tại có thể khẳng định rằng ông đã bị trúng đạn súng cối của quân Áo, làm cho ông bị thương nặng ở chân, và ông cũng bị trúng cả đạn súng máy nữa. Tình trạng đầu gối của ông rất tồi tệ, và, nằm trong số những điều đặc biệt khác thường của biến cố này, ông đã tự cầm máu bằng cách đặt thuốc nhồi và giấy cuốn từ những mẩu thuốc lá vào những vết thương. Sau đó ông được trao tặng Silver Medal of Military Valor (tạm dịch: Huân chương Bạc cho Lòng dũng cảm trong Chiến đấu) (Tiếng Italia: medaglia d'argento) từ chính phủ Italia vì đã đưa người lính Ý bị thương tới vùng an toàn bất chấp những vết thương của mình. Ông được báo chí thời bấy giờ công nhận là người Mỹ đầu tiên bị thương tại Italia trong Thế chiến I nhưng có tranh cãi xung quanh tính chính xác của khẳng định này.
Hemingway được điều trị trong một bệnh viện tại Milan được tài trợ bởi Hội Chữ Thập Đỏ Hoa Kỳ. Bởi thiếu những trò tiêu khiển, ông thường xuyên uống rượu mạnh và đọc báo để giết thời gian. Ở đây ông đã gặp Agnes von Kurowsky tới từ Washington, D.C., một trong số mười tám y tá (mỗi người chăm sóc một nhóm bốn bệnh nhân), nhiều hơn ông sáu tuổi. Hemingway đã yêu cô, nhưng quan hệ của họ chẳng thể tiếp tục do ông đã trở lại Mỹ; thay vì quay trở về cùng ông như dự định ban đầu, cô này đã có cảm tình với một sĩ quan Italia. Điều này trở thành một dấu ấn không thể phai nhòa trong tâm trí ông và tạo cho ông những cảm hứng. Câu chuyện này đã được hư cấu trong một trong những cuốn tiểu thuyết đầu tiên của ông, Giã từ vũ khí. Truyện ngắn đầu tiên của Hemingway dựa theo mối quan hệ này là "A Very Short Story," (Một Truyện Cực Ngắn) ra mắt năm 1925.

## Những tiểu thuyết đầu tiên
Sau chiến tranh, Hemingway quay trở lại Oak Park, và trong năm 1920, ông chuyển đến một căn hộ tại 1599 Phố Bathurst, mà bây giờ được biết đến với cái tên The Hemingway, trong vùng Humewood-Cedarvale tại Toronto, Ontario. Trong khi sống tại đây, ông kiếm được một công việc tại tòa báo Toronto Star. Ông làm việc với tư cách phóng viên tự do, chủ bút, và thông tín viên nước ngoài. Hemingway đối xử rất tốt với người đồng chí Star - phóng viên Morley Callaghan. Callaghan đang bắt đầu viết những truyện ngắn vào thời điểm đó; ông đem chúng tới cho Hemingway xem, và Hemingway khen ngợi chúng là những tác phẩm hay. Sau này họ gặp lại nhau ở Paris.
Trong vòng một thời gian ngắn từ cuối năm 1920 tới gần hết năm 1921, Hemingway sống gần mạn bắc Chicago, trong khi vẫn sắp chữ (filing stories) cho The Toronto Star. Ông cũng là trợ lý biên tập của Co-operative Commonwealth, một tờ báo tháng. Ngày 3 tháng 9 năm 1921, Hemingway cưới người vợ đầu tiên, Hadley Richardson. Sau tuần trăng mật, họ chuyển tới một căn hộ chật hẹp ở tầng trên cùng tại lô 1300 Phố Clark. Trong tháng 9, họ chuyển đến căn hộ trên tầng 4 (tầng thứ 3 theo tiêu chuẩn công trình của Chicago) tại 1239 North Dearborn ở một khu vực trong tình trạng đổ nát gần mạn bắc Chicago. Tòa nhà này hiện vẫn còn và trước cửa có một tấm biển đề "The Hemingway Apartment" ("Căn hộ nhà Hemingway"). Hadley thấy nó có vẻ tối và tạo cảm giác buồn nên vào tháng 12 năm 1921, gia đình Hemingway rời khỏi Chicago và Oak Park, không bao giờ sống ở đó nữa, chuyển sang sống ở nước ngoài.
Theo lời khuyên của Sherwood Anderson, họ định cư tại Paris, Pháp, và chính tại nơi đây Hemingway gửi tin về Chiến tranh Hy Lạp - Thổ Nhĩ Kỳ cho tờ Toronto Star. Hemingway đã chứng kiến một trong những sự kiện nổi tiếng nhất của cuộc chiến có tầm quan trọng nhưng bị coi là vô nghĩa này, đó là cảnh Smyrna bị hỏa thiêu thảm khốc, một sự kiện mà ông đã đề cập trong nhiều mẩu truyện ngắn của mình. Anderson đã gửi cho ông một lá thư giới thiệu tới Gertrude Stein. Bà trở thành cố vấn của ông và giới thiệu ông với "Parisian Modern Movement" (tạm dịch: Phong trào Đổi mới Paris) đang tiến triển tại Khu Montparnasse; đây chính là sự khởi đầu của nhóm những người Mỹ xa xứ được biết đến với tên gọi "Thế hệ vứt đi" (Lost Generation), một thuật ngữ được truyền bá bởi Hemingway trong lời đề từ của một cuốn tiểu thuyết, Mặt trời vẫn mọc (tựa gốc: The Sun Also Rises), và cuốn tự truyện A Moveable Feast (tạm dịch: Hội hè miên man) của ông. Tính ngữ (epithet) "Thế hệ vứt đi" được cô Stein sử dụng lại từ một thợ sửa chữa ô tô người Pháp của cô khi người này vui vẻ đưa ra nhận xét về cô là "une génération perdue". (Cô Stein nói: "'Các bạn là thứ đó. Tất cả các bạn là thứ đó. Tất cả các bạn, những người trẻ phục vụ trong chiến tranh. Các bạn là một thế hệ đã mất.'" ("That's what you are. That's what you all are,' Miss Stein said. 'All of you young people who served in the war. You are a lost generation." - lấy từ cuốn tự truyện của Hemingway được xuất bản sau khi ông qua đời, A Moveable Feast.) Một người cố vấn có ảnh hưởng tới ông là Ezra Pound. Vào ngày 10 tháng 8 năm 1943, Hemingway viết thư cho Archibald MacLeish để bàn luận về sức mạnh tinh thần của Pound và các vấn đề văn chương khác. người sáng lập ra chủ nghĩa hình tượng. Hemingway sau đó đã nói về nhóm chiết trung này, "Ezra đã đúng trong phân nửa thời gian, và khi ông ấy sai, ông ấy sai đến mức bạn không bao giờ phải nghi ngờ về điều đó. Gertrude thì luôn luôn đúng." ("Ezra was right half the time, and when he was wrong, he was so wrong you were never in any doubt about it. Gertrude was always right.")Trong một cuộc trò chuyện với John Peale Bishop, được trích từ Hemingway, Cowley, ed, 1944, p. xiii. Nhóm thường tới cửa hàng sách của Sylvia Beach, Shakespeare & Co., tại 12 Phố Odéon (Rue de l'Odéon). Sau lần xuất bản năm 1922 và lệnh cấm của Mỹ đối với cuốn tiểu thuyết Ulysses của người đồng sự James Joyce, Hemingway đã nhờ những người bạn tại Toronto mang lén những bản sao của cuốn tiểu thuyết về Mỹ (Hemingway viết về cuộc gặp mặt và trò chuyện với Joyce tại Paris trong A Movable Feast). Cuốn sách đầu tiên của ông, có tên Three Stories and Ten Poems (tạm dịch: Ba câu chuyện và mười bài thơ) (1923), được xuất bản tại Paris bởi Robert McAlmon.
Sau nhiều thành công với tư cách là thông tín viên nước ngoài, Hemingway trở lại Toronto, Canada năm 1923 và viết dưới bút danh Peter Jackson. Trong lần thứ hai sinh sống (stint living) tại Toronto, ông có người con trai đầu tiên. Cậu bé được đặt tên là John Hadley Nicanor Hemingway, nhưng sau đó được quen gọi là Jack. Hemingway đã đề nghị Gertrude Stein làm cha đỡ đầu của cậu.
Cũng vào thời điểm đó, có những bất hòa gay gắt xảy ra giữa Hemingway và người biên tập của ông - Harry Hindmarsh, người tin rằng Hemingway đã trở nên tồi tệ trong thời gian ông sống ở nước ngoài.Dateline: Toronto, Foreword, pp xxv-xxvii, Charles Scribner Jr. Hindmarsh giao cho Hemingway những nhiệm vụ tầm thường (mundane assignments), khiến Hemingway thất vọng và ông quyết định viết đơn xin thôi việc vào tháng 12 năm 1923. Tuy nhiên, việc này không được chấp thuận, và Hemingway vẫn tiếp tục viết cho The Toronto Star nhưng không thường xuyên cho đến hết năm 1924. Hầu hết những bài mà Hemingway viết cho Star sau này được xuất bản trong tuyển tập Dateline: Toronto vào năm 1985.
Sự nghiệp văn chương tại Mỹ của Hemingway bắt đầu với việc tập truyện ngắn Trong thời đại của chúng ta (tựa gốc: In Our Time) của ông được xuất bản (1925). Những đoản văn tạo nên các chương của phiên bản tại Mỹ (that now constitute the interchapters of the American version) ban đầu được xuất bản ở châu Âu với tựa in our time (1924). Tác phẩm này rất quan trọng đối với Hemingway, vì nó tái khẳng định với ông rằng văn phong cực kì đơn giản của ông vẫn có thể được chấp nhận bởi giới văn học. "Big Two-Hearted River"(tạm dịch: Dòng Sông Rộng Có Hai Tâm Hồn) là truyện nổi tiếng nhất của tuyển tập này.
Vào tháng 4 năm 1925, hai tuần sau khi The Great Gatsby (tạm dịch: Gatsby Vĩ đại) được xuất bản, Hemingway đã gặp F. Scott Fitzgerald tại quán bar Dingo. Fitzgerald và Hemingway đã trở thành bạn thân ngay lần đầu gặp mặt, và từ đó họ thường xuyên uống rượu và trò chuyện cùng nhau. Thỉnh thoảng họ trao đổi cho nhau những bản thảo, cùng với đó Fitzgerald đã cố gắng rất nhiều để giúp công việc Hemingway tiến triển và đưa tuyển tập truyện đầu tiên của ông ra công chúng. Hemingway và vợ của Fitzgerald - Zelda tỏ ra không hề ưa nhau khi Zelda gọi Hemingway là một kẻ "đểu giả" (gốc: "phony"). Quan hệ vợ chồng Fitzgerald và Zelda xuất hiện những bất hòa trong thời gian này, và Zelda đã nói với Scott rằng đời sống tình dục của họ đã xuống dốc bởi vì ông là một kẻ đồng tính (gốc: "a fairy") và có quan hệ luyến ái với Hemingway. Chưa có bắng chứng rằng hai người là đồng tính, nhưng dù sao Scott đã quyết định ngủ với một người gái điếm để chứng minh mình là đàn ông thực sự.

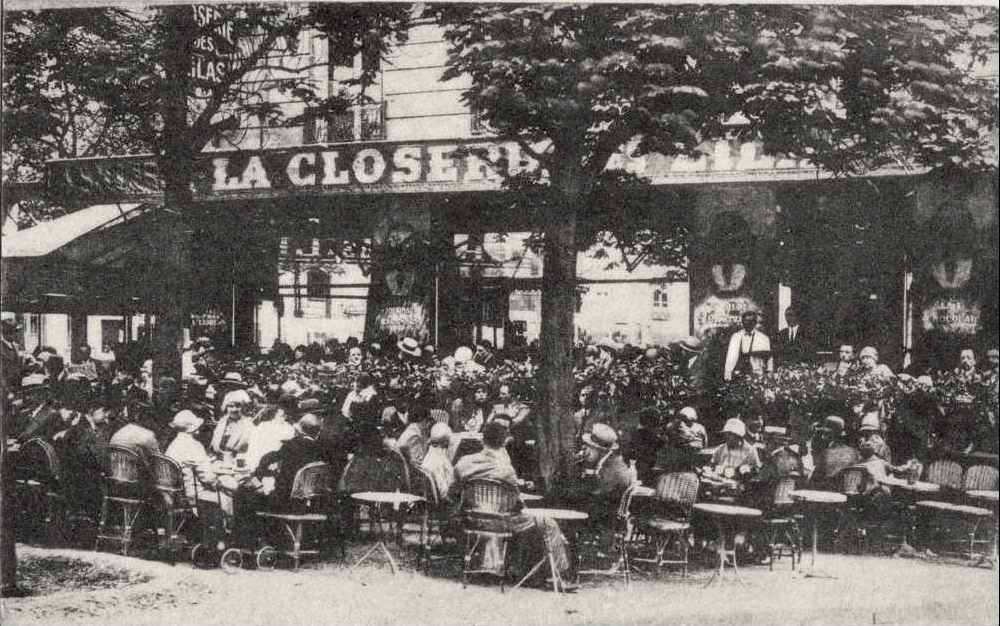
Nhà hàng La Closerie des Lilas (ảnh năm 1909), nơi Hemingway viết một phần của Mặt trời vẫn mọc

Những mối liên hệ của Hemingway ở Pháp tạo cảm hứng cho sự ra đời của cuốn tiểu thuyết dài đầu tiên, Mặt trời vẫn mọc (tựa gốc: The Sun Also Rises) (1926) (được xuất bản tại Vương Quốc Anh với tựa đề "Fiesta").Đây là một tiểu thuyết có tính chất nửa tự truyện, kể về một nhóm những người Mỹ xa xứ quanh Paris và Tây Ban Nha. Bối cảnh của truyện được đặt tại Pamplona, trong kì lễ hội. Tiểu thuyết trở nên nổi tiếng khắp châu Âu và Mỹ và nhận được nhiều lời khen trong giới phê bình.
Hemingway ly dị với Hadley Richardson năm 1927 và cưới Pauline Pfeiffer, một người sùng đạo Thiên Chúa đến từ Piggott, Arkansas. Pfeiffer là một phóng viên thời trang không thường xuyên, làm xuất bản trong các tạp chí như Vanity Fair và Vogue. Hemingway cũng trở thành một tín đồ Thiên chúa giáo vào thời gian này. Đây là năm mà tuyển tập truyện ngắn Men Without Women] (tạm dịch: Đàn Ông Không Đàn Bà) được xuất bản, trong đó The Killers(tạm dịch: Những Kẻ Sát Nhân) là một trong những truyện ngắn nổi bật nhất và được chọn in nhiều lần nhất của ông. Năm 1928, Hemingway và Pfeiffer chuyển đến Key West, Florida, để bắt đầu một cuộc sống mới. Tuy nhiên, cuộc sống mới của họ sớm rạn nứt bởi bi kịch khác lại đến với cuộc đời ông.
Năm 1928, cha Hemingway, Clarence, gặp rắc rối với bệnh tiểu đường (gốc: Diabetes mellitus) và tình trạng mất ổn định về tài chính, nên đã tự vẫn bằng một khẩu súng lục cũ từ thời Nội Chiến. Điều này khiến Hemingway đau đớn tột cùng và có vẻ đã được ông tái hiện qua chuyện cha của Robert Jordan tự tử trong cuốn tiểu thuyết Chuông nguyện hồn ai. Ông ngay lập tức tới Oak Park để làm lễ mai táng và gây ra tranh cãi khi nói rằng theo quan điểm Thiên chúa giáo, ông nghĩ cha ông sẽ phải xuống địa ngục. Cũng trong khoảng thời gian đó, Harry Crosby, người sáng lập Black Sun Press và một người bạn của Hemingway khi ông ở Paris, cũng quyết định tự tử.

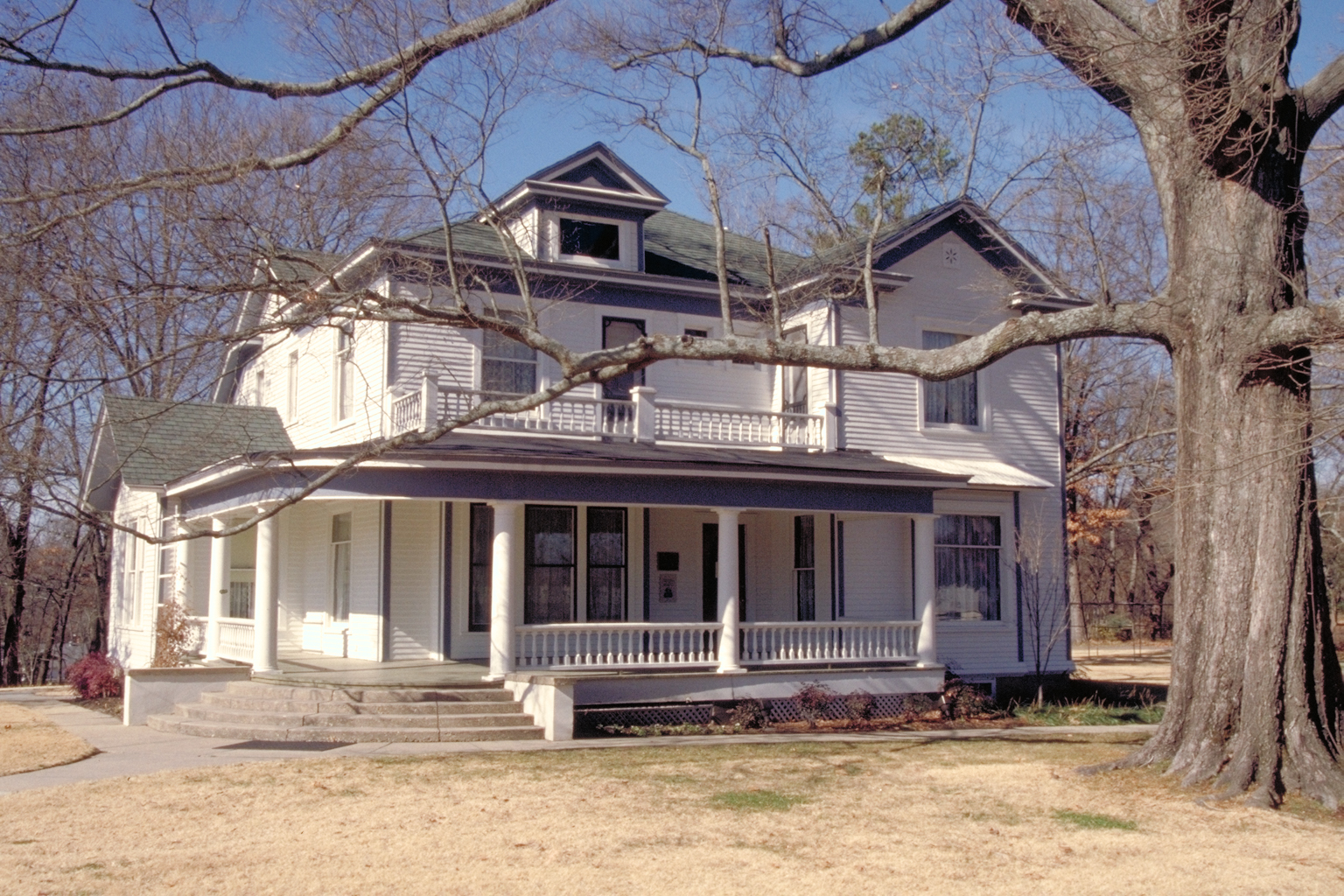
Nhà Hemingway-Pfeiffer, được xây dựng năm 1927

Cùng năm đó, người con trai thứ hai của Hemingway, Patrick, sinh ra ở Kansas City (người con trai thứ ba của ông, Gregory, ra đời vài năm sau đó). Cậu bé được sinh ra nhờ cách phẫu thuật (gốc: Caesarean section) do vợ ông bị khó sinh. Chi tiết của sự việc này đã xuất hiện trong phần cuối của Giã từ vũ khí. Hemingway sống và viết phần lớn tiểu thuyết Giã từ vũ khí và vài ba truyện ngắn ở nhà của cha mẹ Pauline tại Piggott, Arkansas. Nhà của Pfeiffer và Nhà của Carriage nay đã trở thành viện bảo tàng thuộc sở hữu của Đại học bang Arkansas.
Được xuất bản năm 1929, Giã từ vũ khí (tựa gốc: A Farewell to Arms) kể lại chuyện tình lãng mạn giữa Frederic Henry,một sĩ quan Mỹ, và Catherine Barkley, một y tá Anh. Tiểu thuyết mang nặng tính tự truyện: cốt truyện lấy cảm hứng trực tiếp từ mối quan hệ của ông với Agnes von Kurowsky ở Milan; quá trình sinh con của Catherine lấy cảm hứng từ những cảm giác rất đau đớn của Pauline khi sinh ra Patrick; cuộc đời thực của Kitty Cannell là cảm hứng cho nhân vật Helen Ferguson; người linh mục dựa theo Don Giuseppe Bianchi, một linh mục trong trung đoàn thứ 69 và 70 của Brigata Ancona. Trong khi đó, cảm hứng về nhân vật Rinaldi khá mơ hồ, nhân vật này đã từng xuất hiện trong Trong thời đại của chúng ta. Giã từ vũ khí đã được xuất bản trong thời điểm mà những cuốn sách viết về Chiến tranh thế giới I khá nhiều, như Her Privates We của Frederic Manning, All Quiet on the Western Front của Erich Maria Remarque, Death of a Hero của Richard Aldington, và Goodbye to All That của Robert Graves. Sự thành công của Giã từ vũ khí giúp cho Hemingway ổn định hơn về tài chính.

## Key West
Theo lời khuyên của John Dos Passos, Hemingway quay về Key West, Florida năm 1931, nơi ông tạo dựng cơ ngơi đầu tiên của ông tại Mỹ, mà nay đã được chuyển đổi thành một viện bảo tàng. Đây là một ngôi nhà bằng đá vôi khá vững chãi được xây năm 1851, là một món quà cưới từ người bác của Pauline. Từ khi sống ở đây, Hemingway thường câu cá tại vùng hồ Dry Tortugas cùng người bạn lâu năm của ông Waldo Pierce, tới quán bar nổi tiếng Sloppy Joe's và có dịp du lịch sang Tây Ban Nha, thu thập tài liệu cho cuốn Chết vào lúc xế trưa và Winner Take Nothing (Kẻ thắng chẳng được gì). Hơn 9 năm sau đó, đến tận khi cuộc hôn nhân của ông chấm dứt năm 1940, và tiếp đó, trong suốt những năm 50 của thế kỷ XX, cũng là những năm cuối cuộc đời, Hemingway đã thực hiện ước chừng 70% việc viết văn trong đời trong một phòng viết nhỏ tại tầng trên của một ga-ra ô tô được cải tạo, phía sau ngôi nhà này.

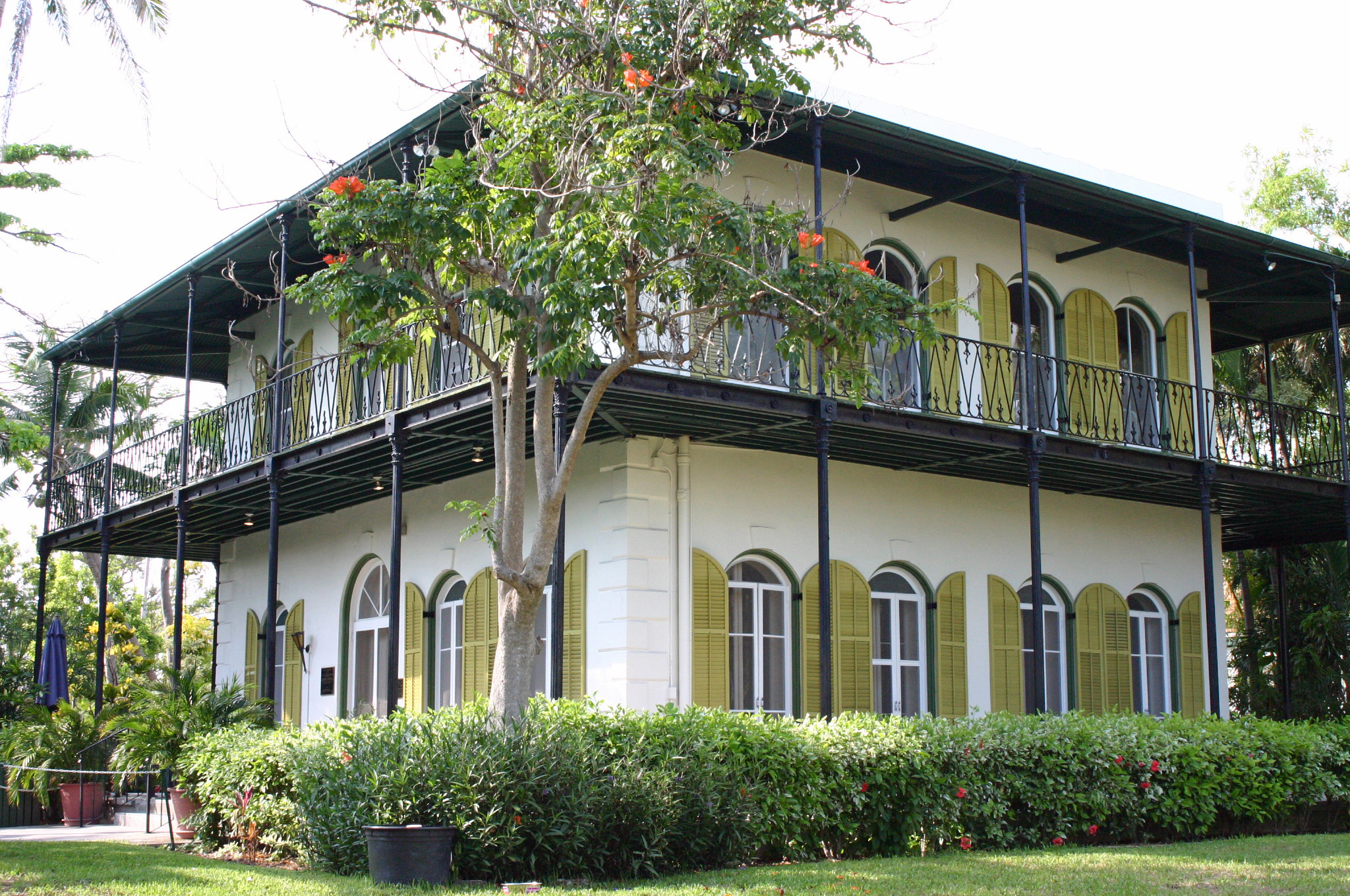
Nhà của Ernest Hemingway tại Key West

Chết vào lúc xế trưa, một cuốn sách về đấu bò tót, được xuất bản năm 1932. Hemingway đã trở thành một "aficionado" của môn thể thao này sau khi chứng kiến lễ hội Pamplona năm 1925, đã được hư cấu trong Mặt trời vẫn mọc. Trong Chết vào lúc xế trưa, Hemingway luận bàn một cách bao quát về sự siêu hình của việc đấu bò: sự nghi thức hóa, gần như là hoạt động tôn giáo. Hemingway đã có ý định trở thành một người đấu bò và tỏ ra có thiên hướng qua nhiều novieros trước khi quyết định rằng nghiệp viết là cuộc sống của ông và là nghề nghiệp duy nhất phù hợp với ông. Trong thời kì viết văn của ông tại Tây Ban Nha, ông đã bị ảnh hưởng bởi bậc thầy người Tây Ban Nha Pío Baroja. Khi Hemingway được trao Giải Nobel, ông tới thăm Baroja. Bên giường bệnh, ông bảo với Baroja rằng ông nghĩ Baroja xứng đáng đạt giải thưởng này hơn mình. Baroja đã đồng ý và dường như một mối bất hòa giữa Hemingway với nhà văn này đã nảy sinh cho dù mục đích của ông cơ bản là tốt.
Vào một cuộc đi săn trong mùa thu năm 1933, ông đã đến Mombasa, Nairobi, và Machakos ở Kenya, tiếp đó là Tanganyika. Ở đây, ông đã săn bắn trong Serengeti, quanh Hồ Manyara và vùng phía tây và đông nam của Công viên Quốc gia Tarangire ngày nay. Hemingway đã bị bệnh trong chuyến đi này. Vì thế, ông đã được chuyển tới Nairobi bằng máy bay, và trải nghiệm này đã được hư cấu trong tập truyện "The Snows of Kilimanjaro" (tạm dịch: Tuyết vùng Kilimanjaro) của ông. Năm 1935 đánh dấu sự xuất bản của Những ngọn đồi xanh châu Phi, miêu tả lại cuộc đi săn của ông. Các tác phẩm The Snows of Kilimanjaro và Hạnh phúc ngắn ngủi của Francis Macomber chính là những thành quả từ những trải nghiệm của nhà văn tại châu Phi. Trong chuyến đi này, người hướng dẫn cho Hemingway là Philip Hope Percival, người đã từng làm hướng dẫn cho Theodore Roosevelt vào chuyến đi săn năm 1909. Percival cũng hướng dẫn cho Hemingway vào cuộc đi săn tàn khốc năm 1954.

## Bimini
Hemingway sống ở Bimini, Bahamas từ 1935 tới 1937, tại Khách sạn Compleat Angler. Ông làm việc cho To Have and Have Not và viết một số bài báo, nhưng phần lớn thời gian ông sống trên con thuyền Pilar của mình, để đánh bắt cá cờ, cá thu và cá kiếm ở vùng nước ngoài khơi xanh thẳm. Bimini đã gây ấn tượng với Hemingway qua những câu chuyện kể về những cuộc đánh bắt cá phi thường vốn có tại Gulf Stream, "dòng sông" huyền thoại vùng nước ấm chảy qua mạn bắc Bahamas.

## Nội chiến Tây Ban Nha

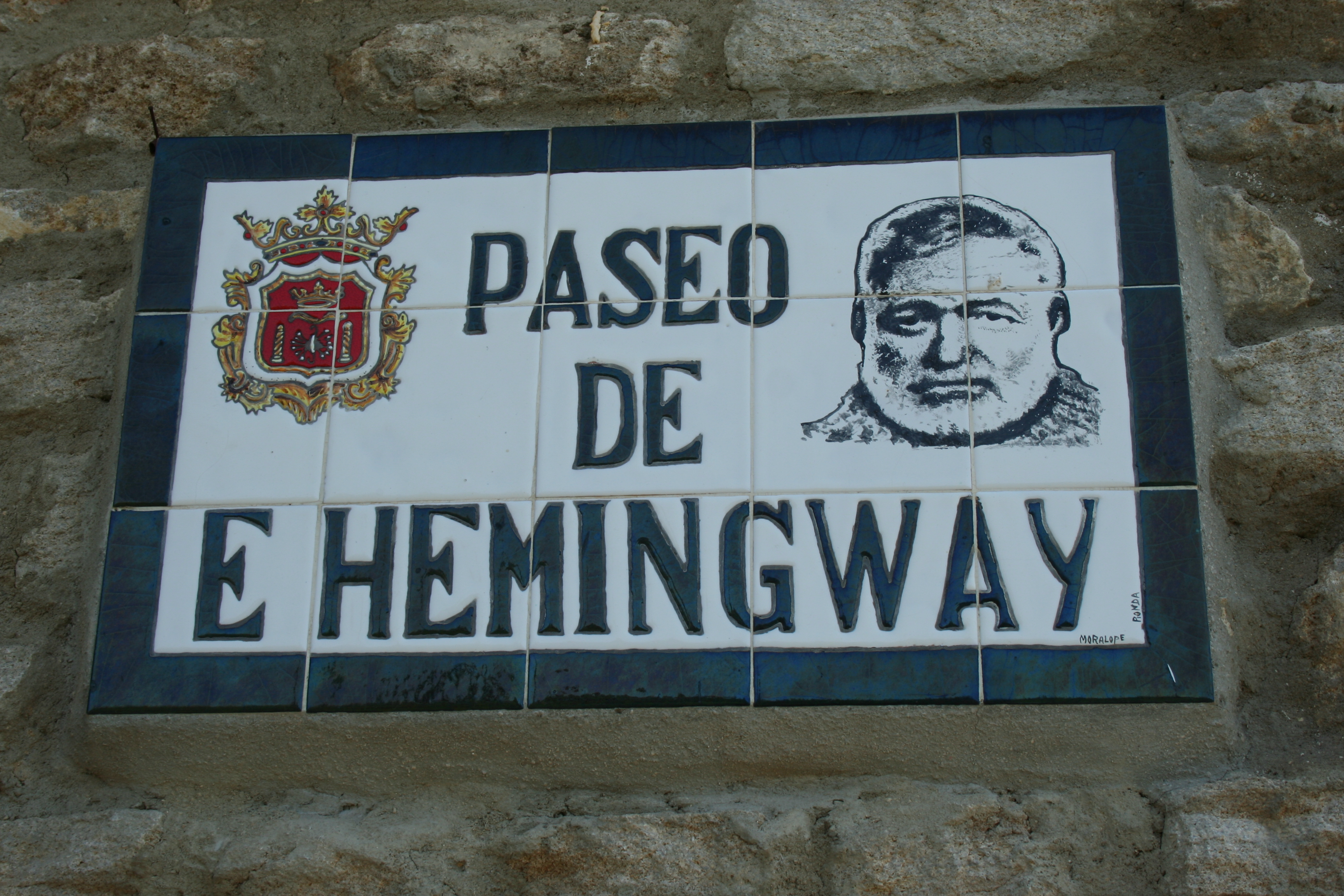
Con đường đi bộ mang tên Ernest Hemingway, Ronda, Tây Ban Nha

Năm 1936, Hemingway tới Tây Ban Nha làm phóng viên về Nội chiến Tây Ban Nha cho tờ North American Newspaper Alliance (Liên Minh Báo chí Bắc Mỹ). Trong khi ở đó, tình bạn giữa Hemingway và John Dos Passos đã đổ vỡ, bởi bất chấp những sự cảnh báo, Dos Passos tiếp tục đưa tin về những hành động tàn bạo không chỉ của những người chủ nghĩa dân tộc phát-xít mà Hemingway căm thù, mà cả của những nhà cầm quyền cánh tả Đảng Cộng Hòa mà Hemingway ủng hộ; thậm chí, Hemingway còn phổ biến một câu chuyện về Dos Passos, rằng ông này đã trốn sang Tây Ban Nha vì hèn nhát. Trong bối cảnh này, một người đồng nghiệp và cộng tác với Hemingway là Herbert Matthews, người sau này đã trở nên nổi tiếng qua những phóng sự về Fidel Castro, đã bày tỏ sự ủng hộ của mình đối với phe Cộng hòa giống như Hemingway. Hemingway đã chuyển sang theo đạo Thiên Chúa khi chung sống với người vợ Pauline và tôn giáo trở thành một vấn đề đối với ông trong thời gian này, đến mức ông muốn rời bỏ Giáo hội (tuy nhiên những người bạn của ông nhận thấy rằng ông có những ràng buộc khá buồn cười với Thiên Chúa giáo trong phần còn lại của cuộc đời). Chiến tranh cũng đã gây ra căng thẳng với cuộc sống hôn nhân của ông. Pauline Pfieffer là một tín đồ Công giáo và vì thế bà đứng về phe phát-xít, chính quyền thân Công giáo của Franco, trong khi thông qua những lời bình phẩm của Hemingway, ông lại tỏ ra ủng hộ chính phủ Cộng hòa. Suốt thời kì này, Hemingway đã viết một bài luận ít được biết đến mang tên The Denunciation (Sự tố cáo), mà tới tận năm 1969 mới được xuất bản, trong một tuyển tập là Fifth Column and Four Stories of the Spanish Civil War. Câu chuyện dường như mang tính tự truyện, chỉ ra rằng Hemingway từng là người đưa tin cho Đảng Cộng hòa cũng như một hướng dẫn viên về vũ khí trong chiến tranh.
Cuộc sống của Hemingway thời kì này còn bị ảnh hưởng bởi một số vấn đề về sức khỏe: nhiễm bệnh thán thư (anthrax), phải đi phẫu thuật mắt, bị thương ở trán, bị cúm, đau răng, trĩ, gặp rắc rối về thận lúc đi đánh cá, rách cơ vùng bẹn, gãy ngón tay khi tập đấm bốc, cùng các vết rách trên tay, chân và mặt trong khi phi ngựa qua vùng rừng Wyoming, và bị gãy tay trong một tai nạn ô tô.

## First Forty-Nine Stories

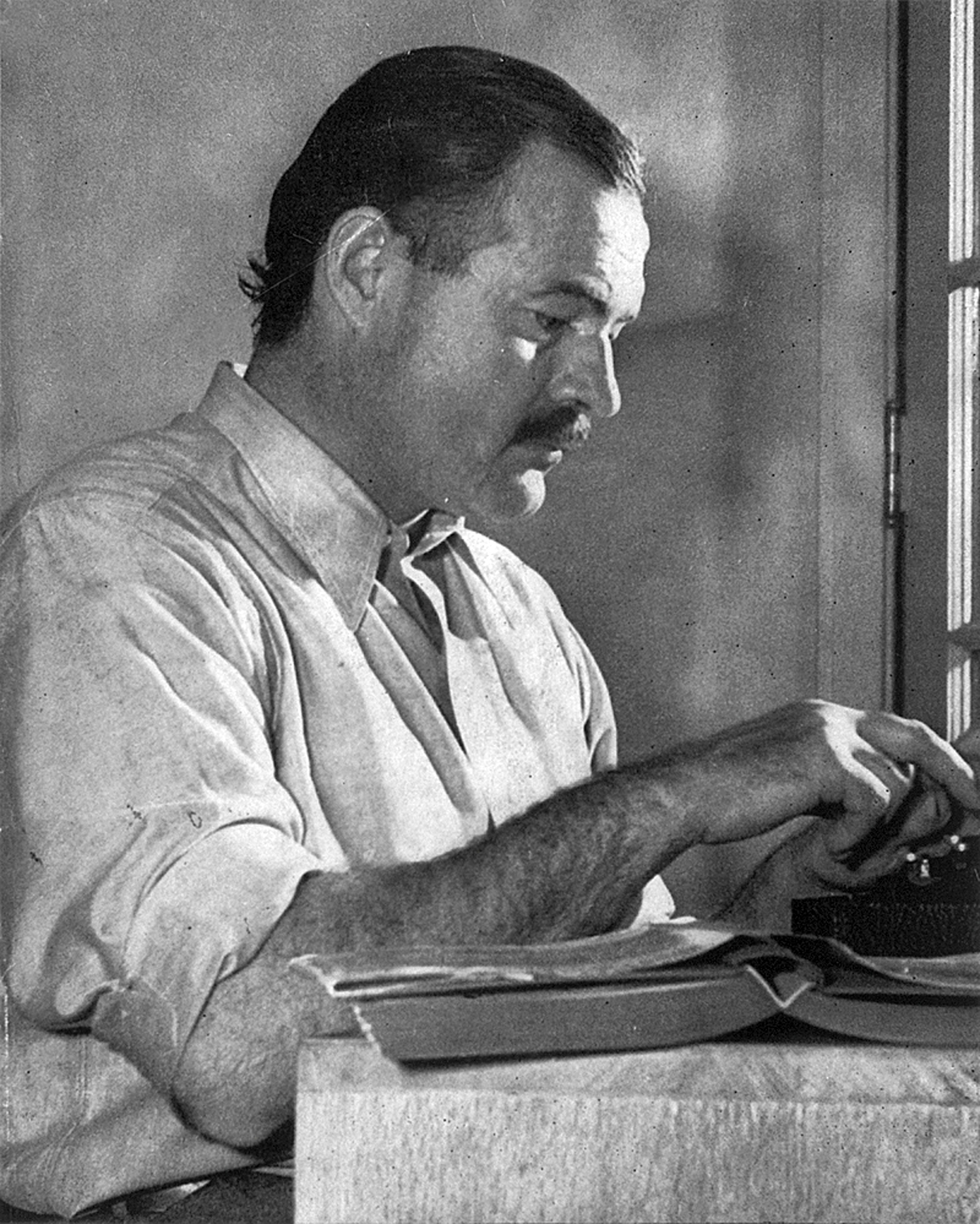
Hemingway, 1939

Vào năm 1938 – cùng với vở kịch dài duy nhất của ông, mang tựa đề The Fifth Column—49 tựa truyện đã được xuất bản trong tuyển tập The Fifth Column and the First Forty-Nine Stories. Trong lời đề tựa, Hemingway đã dự định viết nhiều hơn thế nữa. Nhiều truyện trong tuyển tập có thể tìm thấy trong các tuyển tập khác, bao gồm Trong thời đại của chúng ta, Men Without Women, Winner Take Nothing, và The Snows of Kilimanjaro.
Một số truyện đặc sắc của tuyển tập này là Old Man at the Bridge (tạm dịch: Ông Già Trên Cây Cầu), On The Quai at Smyrna, Hills Like White Elephants (tạm dịch: Những Ngọn Đồi Như Những Con Voi Trắng), One Reader Writes (tạm dịch: Một Độc Giả Viết), The Killers và A Clean, Well-Lighted Place (tạm dịch: Một Nơi Sạch Sẽ, Sáng Sủa). Bên cạnh những truyện ngắn này, cuốn sách cũng bao gồm một số truyện dài hơn, trong số đó có The Snows of Kilimanjaro và Hạnh phúc ngắn ngủi của Francis Macomber.

## Chuông nguyện hồn ai

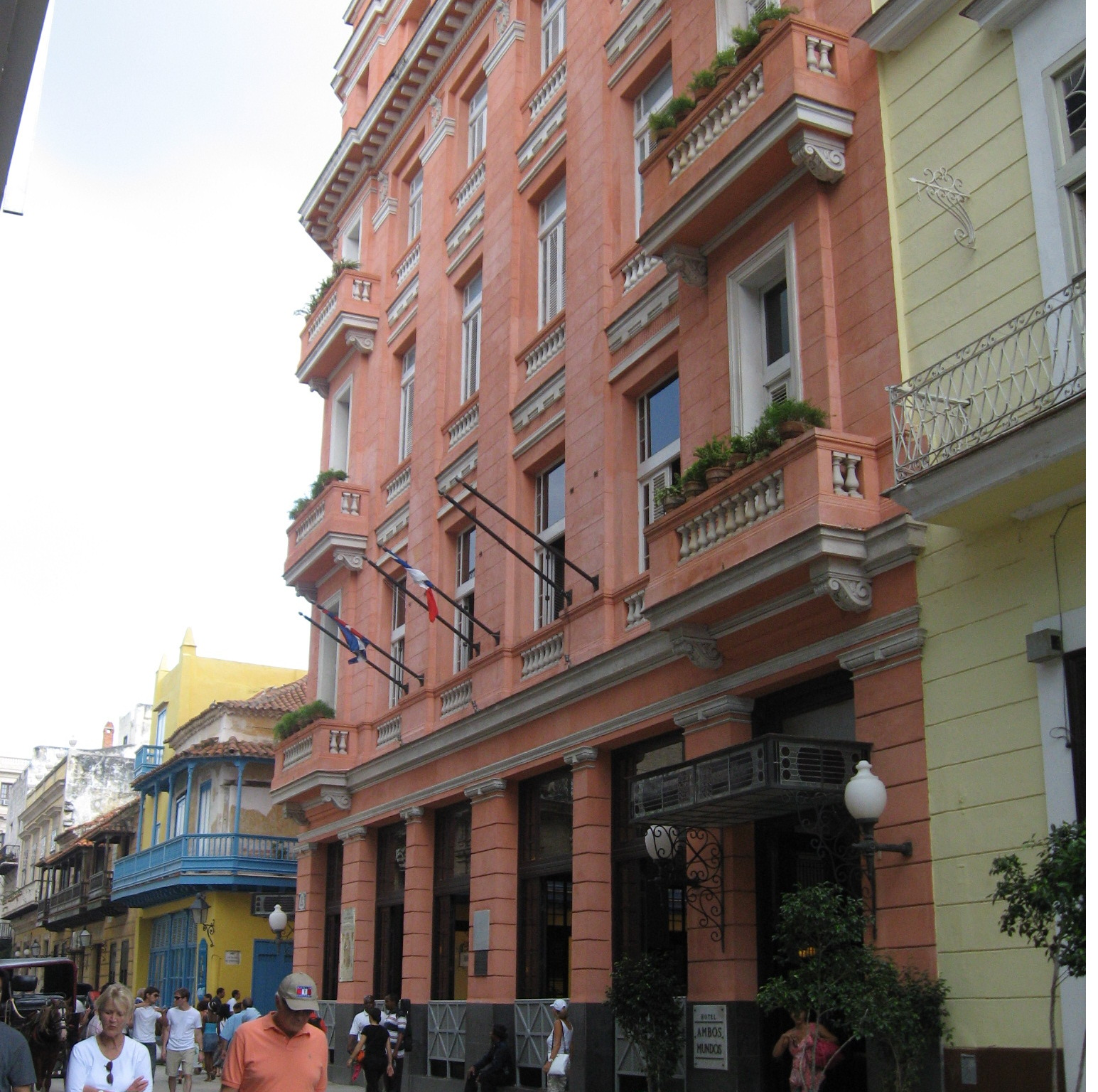
Khách sạn Ambos Mundos, La Habana, tòa nhà đầu tiên mà Ernest Hemingway ở khi sinh sống tại Cuba (1932-1939), nơi mà phần lớn cuốn Chuông nguyện hồn ai được viết

Vào mùa xuân năm 1939, Francisco Franco và những người Đảng Dân tộc đánh bại những người Đảng Cộng hòa, kết thúc Nội chiến Tây Ban Nha. Hemingway mất đi mảnh đất quê hương được thừa kế vào tay bè đảng phát-xít của Franco, và tiếp đó mất đi ngôi nhà thân yêu ở Key West,'' Florida do cuộc ly hôn năm 1940.
Ít tuần sau cuộc ly hôn, ông cưới người bạn gái mà ông quen tại Tây Ban Nha từ bốn năm trước, đó là Martha Gellhorn, người vợ thứ ba của ông.
Tiểu thuyết Chuông nguyện hồn ai (For Whom the Bell Tolls) được xuất bản vào năm 1940, đoạt Giải Pulitzer cho tác phẩm hư cấu năm 1941. Nó được viết năm 1939 tại Cuba và Key West, hoàn thành vào tháng 7 năm 1940. Tác phẩm dài này lấy bối cảnh là Cuộc nội chiến Tây Ban Nha, được viết dựa theo những sự kiện có thật, kể về một nhân vật người Mỹ tên Robert Jordan chiến đấu với những người lính Tây Ban Nha theo phe Cộng Hòa. Phần lớn tiểu thuyết là dựa theo những trải nghiệm về cuộc sống tại Tây Ban Nha và về thời kì làm phóng viên chiến trường. Tác phẩm được coi là một trong những thành quả văn chương nổi bật của ông.

## Chiến tranh thế giới II
Hoa Kỳ tham gia Chiến tranh thế giới II vào ngày 8 tháng 12 năm 1941, và lần đầu tiên trong cuộc đời mình, Hemingway tham gia chiến đấu trong hàng ngũ hải quân. Chu du trên con tàu Pilar, mà bây giờ là một Q-Ship, đội của Hemingway được giao nhiệm vụ đánh chìm những chiếc tàu ngầm Đức đang đe dọa giao thông hàng hải ngoài khơi Cuba và Hoa Kỳ. Sau khi FBI tiếp quản công tác phản gián tại Caribbean, ông tới châu Âu với công việc phóng viên chiến tranh cho tạp chíCollier's. Ở đó, Hemingway đã chứng kiến cuộc đổ bộ D-Day từ một tàu đổ bộ (LCVP, landing craft, vehicle, personel), mặc dù ông không được phép lên bờ. Tiếp đó, ông trở nên tức giận khi lúc đó vợ ông, Martha Gellhorn – một người phóng viên chiến tranh hơn là một người vợ – đã xoay xở để lên bờ rạng ngày hôm mồng 7 tháng 6 với một bộ đồng phục y tá, sau khi bà vượt qua Đại Tây Dương tới Anh trong một con tàu chất đầy thuốc nổ. Hemingway đóng vai một sĩ quan liên lạc không chính thức tại Château de Rambouillet (Lâu đài Rambouillet).
Sau chiến tranh, Hemingway bắt đầu viết The Garden of Eden (Vườn Địa Đàng). Tác phẩm tuy chưa được hoàn thành nhưng một bản tóm lược về nó được xuất bản năm 1986 sau khi ông qua đời. Có một giai đoạn, ông lập kế hoạch viết một bộ ba tác phẩm chính gồm có "The Sea When Young"(tạm dịch: Biển Khi Còn Trẻ), "The Sea When Absent"(tạm dịch: Biển Khi Thẫn Thờ) và "The Sea in Being"(tạm dịch: Biển Sống) (cuốn thứ ba rốt cuộc cũng được xuất bản vào năm 1952 với tựa đề Ông già và biển cả). Ông đã dành thời gian trong một thị trấn nhỏ của Italy tên là Acciaroli (cách Napoli khoảng 136 km về phía nam). Cũng có một truyện "dính đến biển" nữa (từ gốc: Sea-Chase); ba mẩu chuyện này đã được biên tập và kết dính với nhau thành một cuốn tiểu thuyết được xuất bản sau khi ông qua đời Islands in the Stream (1970).
Mới 4 năm sau ly dị với Gellhorn, Hemingway đã cưới phóng viên chiến tranh Mary Welsh Hemingway, người ông đã gặp ở hải ngoại năm 1944. Ông đã trở lại Cuba, và vào 1945 tại Đại sứ quán Liên Xô, ông đã trở thành nhân chứng công khai cho phe ly khai Rolando Masferrer trong nội bộ Đảng cộng sản Cuba.
Sau Chuông nguyện hồn ai, cuốn tiểu thuyết tiếp theo của Hemingway là Across the River and into the Trees (Qua Dòng Sông và vào trong Cánh Rừng) (1950), với bối cảnh Venice hậu chiến tranh thế giới II. Ông lấy tựa bắt nguồn từ những lời cuối cùng của tướng Liên bang trong cuộc Nội chiến Mỹ Stonewall Jackson. Phải lòng một cô gái trẻ người Italy (Adriana Ivancich) vào thời điểm đó, Hemingway đã viết Across the River and into the Trees giống như một mối tình lãng mạn giữa Colonel Cantwell, một chàng trai bị chiến tranh làm cho kiệt quệ (dựa theo nguyên mẫu một người bạn của ông, Colonel Charles Lanham) và cô gái trẻ Renata (lấy theo nguyên mẫu Adriana; "Renata" đồng âm với "rinata", có nghĩa là 'tái sinh" theo tiếng Italy). Tiểu thuyết nhận được những phê bình không tốt, nhiều trong số đó cho rằng Hemingway viết thật vô vị, văn phong lạc lõng và ủy mỵ quá mức; tuy nhiên cũng có những nhà phê bình không đồng ý với quan điểm này.

## Những năm sau đó

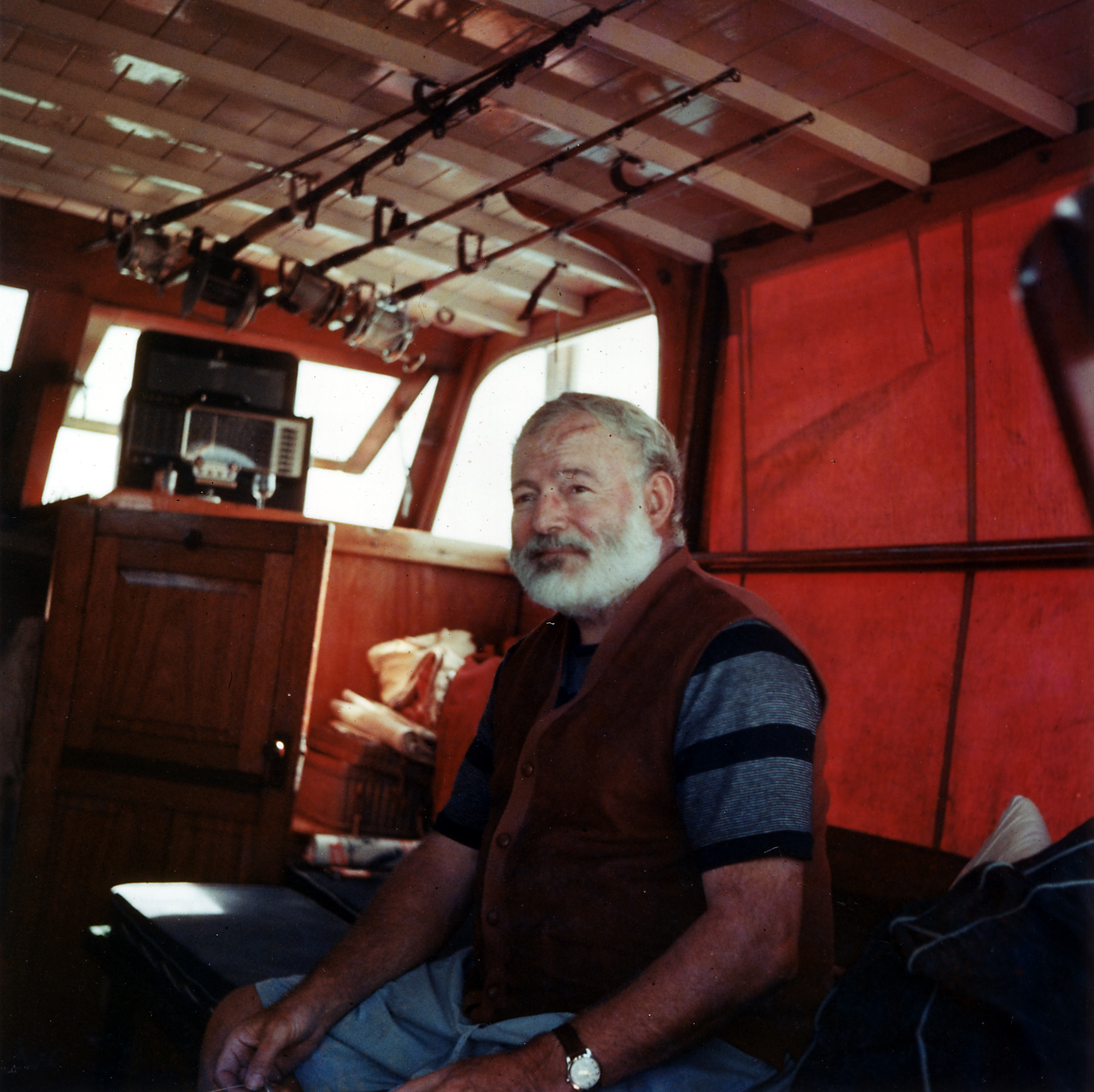
Hemingway chu du trên con tàu Pilar, giữa những năm 1950

Một phần của bộ ba tác phẩm về biển được xuất bản với tựa Ông già và biển cả năm 1952. Cuốn tiểu thuyết ngắn này là một thành công lớn, về cả mặt thương mại lẫn phê bình, khiến Hemingway thật sự hài lòng và mãn nguyện. Nhờ tác phẩm này, ông được nhận Giải thưởng Pulitzer năm 1953. Một năm sau đó, ông đạt Giải Nobel Văn học. Lúc nhận giải thưởng này, ông đã bày tỏ rằng ông thực sự hạnh phúc, nhưng còn hạnh phúc hơn nữa... nếu như giải thưởng được trao cho nhà văn Isak Dinesen. Lấy từ The New York Times Book Review, 7 tháng 11 năm 1954. Những giải thưởng này đã giúp ông phục hồi danh tiếng của mình trên thế giới.
Trong một cuộc đi săn, ông đã bị thương nặng sau hai tai nạn máy bay liên tiếp; ông bị bong gân vai - tay bên phải và chân trái, bị chấn động mạnh, mắt trái ông bị mất thị lực tạm thời đồng thời mất khả năng nghe ở tai trái, bị liệt xương sống, một đốt sống bị vỡ, gan, lá lách và thận bị tổn thương, mặt, tay và chân ông bị bỏng cấp độ một. Một số tờ báo tại Mỹ nghĩ rằng ông đã bị sát hại nên đã mắc sai lầm khi đăng cáo phó cho Hemingway.
Hemingway đã bị thương nặng một tháng sau đó trong một vụ hỏa hoạn làm cho chân, thân trên phía trước, môi, bàn tay trái và cánh tay phải của ông bị bỏng cấp độ hai. Vết thương để lại cho ông nỗi đau đớn kéo dài, và ông không thể tới Stockholm để nhận giải Nobel.
Một tia hi vọng le lói xuất hiện khi ông tìm lại một số bản thảo cũ của mình từ hồi 1928 trong những hầm chứa Ritz. Đó chính là bản thảo mà ông sử dụng để viết Hội hè miên man. Mặc dù sức khỏe của ông có được phục hồi đôi chút, nhưng chính chứng nghiện rượu đã kéo ông đi xuống. Huyết áp và lượng cholesterol ở mức nguy hiểm, ông đau đớn vì bị viêm động mạch chủ, và suy nhược ngày một trầm trọng vì nghiện rượu. Tuy nhiên, tháng 10 năm 1956, Hemingway đã kịp lấy lại sức khỏe để tới Madrid và tham dự lễ tang Pío Baroja, một trong số những nhà văn gây ảnh hưởng tới Hemingway.

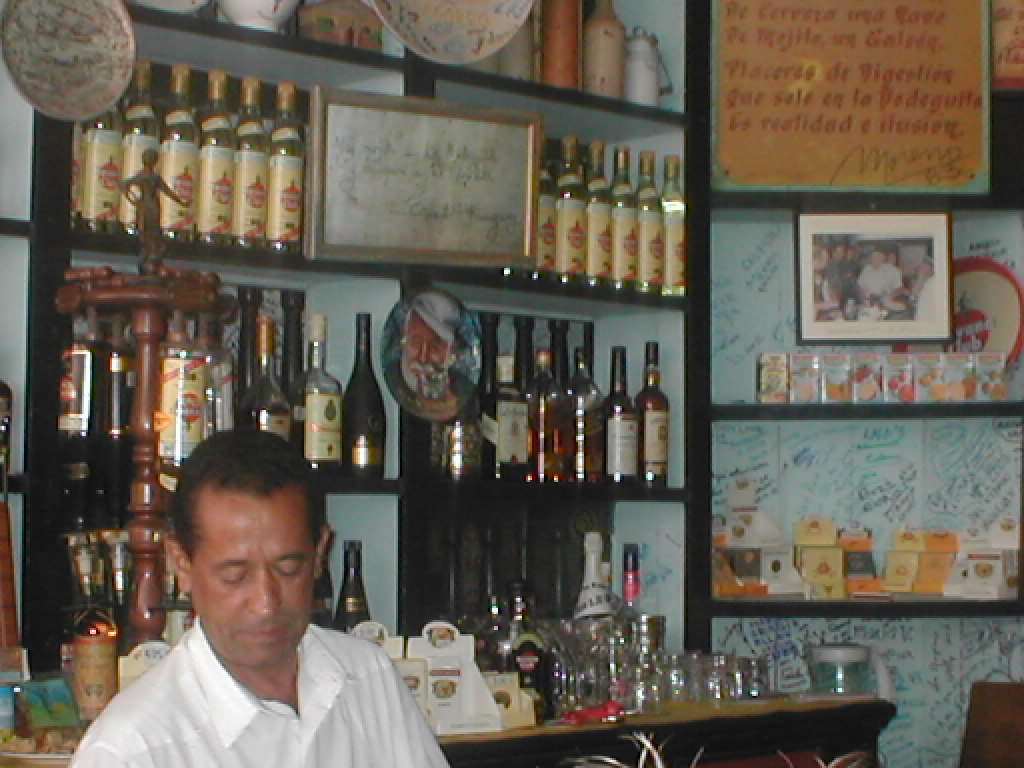
La Bodeguita del Medio tại La Habana. Treo trên quầy bar là một chiếc đĩa có hình Ernest Hemingway và một thông điệp được đóng khung, có chữ ký do ông viết. Ông là khách quen.

Sau khi cuộc cách mạng tại Cuba diễn ra và tướng Fulgencio Batista bị trục xuất năm 1959, việc tài sản thuộc sở hữu của ngoại quốc bị tước đoạt khiến cho nhiều người Mỹ phải trở lại Tổ quốc. Hemingway quyết định ở lại thêm một thời gian nữa. Có thể nói theo cách thông thường, ông vẫn gìn giữ một mối quan hệ tốt đẹp với Fidel Castro và đã từng tuyên bố ủng hộ cuộc cách mạng này, và chúc Castro "luôn may mắn" ("all luck") khi điều hành đất nước. Tuy nhiên xung đột giữa Hemingway và Fidel Castro đã tồn tại từ trước năm 1948. Hemingway bị FBI giám sát trong suốt Chiến tranh thế giới II (rất có thể vì sự hợp tác lâu năm giữa ông và những nhân vật theo chủ nghĩa Marx kì cựu thời Nội Chiến Tây Ban Nha, những người đã hoạt động trở lại tại Cuba) và quá trình ông cư trú và hoạt động tại Cuba sau đó. Năm 1960, ông rời xa hòn đảo và Finca Vigía, điền trang của ông ở bên ngoài Havana mà ông đã làm chủ trong hơn hai mươi năm. Quan chức Cu-ba coi những tài sản trên của ông giờ thuộc quyền ở hữu của chính phủ Cu-ba, và sẽ được chuyển làm bảo tàng để tưởng nhớ ông. Năm 2001, tập đoàn du lịch nhà nước Cu-ba, El Gran-Caribe SA, bắt đầu cấp phép cho chuỗi nhà hàng quốc tế La Bodeguita del Medio hoạt động chủ yếu dựa vào nhà hàng ở Havana nơi Hemingway thường xuyên lui tới.
Vào tháng 2 năm 1960, Ernest Hemingway không thể chuyển câu chuyện kể về đấu bò mang tựa đề The Dangerous Summer tới nhà xuất bản. Bởi vậy ông đã nhờ Mary vợ mình mời người bạn của ông, Will Lang Jr. chủ tịch tòa soạn (bureau head) Life Magazine, rời Paris và tới Tây Ban Nha. Hemingway thuyết phục Lang cho phép in bản thảo này, cùng với một bức ảnh. Mặc dù chẳng có từ nào liên quan đến tấm ảnh trong bài viết, lời đề nghị đã được chấp thuận. Phần đầu của câu chuyện được đăng trên Life Magazine ngày 5 tháng 9 năm 1960, và sau đó là các phần còn lại đã rất thành công và nhận được sự quan tâm của độc giả.
Những bức ảnh trong bài báo The Dangerous Summer (Mùa hè nguy hiểm) đã khiến ông ngã bệnh và phải chuyển tới Ketchum, Idaho để điều trị cao huyết áp và viêm gan. Trên thực tế, có thể chính điều này đã nhanh chóng đẩy ông nghĩ đến việc tự tử, kể từ khi có tin ông bị mất trí nhớ sau những phiên sốc điện. Ông cũng trở nên hốc hác hơn trước, với thân hình cao 6-foot (183 cm) nhưng cân nặng chỉ có 170 pound (77 kg, 12st 2 lb).

## Tự sát
Hemingway đã dự định tự sát vào mùa xuân 1961, và tiếp tục được chữa trị bằng liệu pháp sốc điện (Electroconvulsive therapy, ETC). Vào buổi sáng ngày 2 tháng 7 năm 1961, vài ba tuần trước sinh nhật lần thứ 62 của mình, ông đã chết tại nhà riêng tại Ketchum, Idaho, sau khi tự nã đạn vào đầu mình bằng một khẩu súng săn (shotgun). Chưa được phán xét chịu trách nhiệm về mặt tinh thần đối với hành động cuối cùng này, ông được mai táng tại một nghĩa trang của đạo Thiên chúa La Mã.
Người ta tin rằng Hemingway đã mua khẩu súng săn của Boss & Co., khẩu súng mà ông dùng để tự sát, tại Abercrombie & Fitch - sau này là một nhà bán lẻ các đồ dùng phục vụ dã ngoại và nhà cung cấp các loại súng cầm tay. Đó là một vụ tự sát thực sự khủng khiếp, ông đặt báng của khẩu súng săn hai nòng trên sàn của tiền sảnh nhà mình, tựa trán mình lên hai họng súng rồi kéo cò. Nhân viên điều tra theo yêu cầu của gia đình đã không tiến hành khám nghiệm tử thi.
Những người gần gũi nhất trong gia đình của Hemingway cũng quyết định tự sát, gồm có cha của ông, Clarence Hemingway, chị em gái của ông Ursula và Leicester, cô cháu gái Margaux Hemingway. Một số tin rằng một vài thành viên trong dòng họ Hemingway nhiễm một bệnh di truyền mang tên haemochromatosis (một dạng bệnh tiểu đường - bronze diabetes), trong đó một sự dư thừa về tập trung sắt trong máu gây tổn thương tuyến tụy và cũng gây ra sự suy nhược hay bất ổn định trong não bộ. Cha của Hemingway đã phát bệnh haemochromatosis trong thời gian trước khi ông tự sát ở tuổi năm mươi chín. Suốt cuộc đời mình, Hemingway là một người nghiện rượu nặng, và không thể kháng cự chứng nghiện rượu (alcoholism) trong những năm tiếp đó.
Hemingway có thể đã rất đau đớn vì rối loạn thần kinh, và rồi được chữa trị bằng liệu pháp sốc điện (electroshock therapy) tại Mayo Clinic. Sau đó ông đổ lỗi cho những phiên ETC đã gây nên việc mất trí nhớ của mình - cũng là một lý do khiến ông không muốn sống nữa.
Hemingway yên nghỉ tại một nghĩa trang ở phía bắc thị trấn Ketchum, Idaho. Một bia tưởng niệm đã được dựng năm 1966 tại một địa điểm khác, nhìn ra Trail Creek, phía bắc Ketchum. Trên đó có khắc một bài thơ chúc tụng Hemingway viết tặng một người bạn của ông, Gene Van Guilder:
| “ | Best of all he loved the fall The leaves yellow on the cottonwoods Leaves floating on the trout streams And above the hills The high blue windless skies Now he will be a part of them forever Dịch ra tiếng Việt: Anh yêu mùa thu hơn tất cả Những chiếc lá nhuộm vàng những cây bông vải Những chiếc lá trôi theo những dòng cá hồi Và ở phía trên những ngọn đồi Những khoảng trời cao xanh lặng gió Giờ đây anh sẽ mãi mãi là một phần của chúng Ernest Hemingway - Idaho - 1939 | ” |

Để tưởng nhớ tình yêu mà Hemingway dành cho Idaho và vùng ngoại vi nơi đây, Lễ Ernest Hemingway được tổ chức hàng năm tại Ketchum và Sun Valley vào cuối tháng 9 với sự góp mặt của những nhà nghiên cứu, một buổi diễn thuyết dành cho người được trao Giải thưởng PEN/Hemingway và nhiều sự kiện khác, bao gồm những tour tham quan di tích lịch sử, những đêm open mic và một bữa tối từ thiện tại nhà của Hemingway tại Warm Springs mà nay Ủy ban bảo vệ tự nhiên tại Ketchum đang bảo quản.

## Di sản
Hemingway viết nhiều thư, năm 1981, phần nhiều trong số chúng được Scribner cho in thành sách với nhan đề Ernest Hemingway Selected Letters (Tuyển tập thư Hemingway). Cuốn sách đã vấp phải phản ứng trái chiều vì Hemingway trước đó đã không muốn cho xuất bản những bức thư của mình. Những bức thư khác in trong một cuốn sách tập hợp các bức thư mà ông từng trao đổi với biên tập viên của mình
Giờ đây một dự án nhằm xuất bản hàng ngàn bức thư mà Hemingway viết khi ông còn sống đang được tiến hành. Dự án được thực hiện với sự hợp tác của Đại học bang Pennsylvania và Quỹ Ernest Hemingway. Sandra Spanier, giáo sư tiếng Anh - vợ ngài hiệu trưởng Đại học Pennsylvania Graham Spanier, đóng vai trò là tổng biên tập của tổng tập này.
Hemingway vẫn tiếp tục sáng tác cho tới khi ông mất; hầu hết các tác phẩm đơn lẻ của ông được in sau khi ông qua đời; bao gồm Hội hè miên man, Islands in the Stream, The Nick Adams Stories (vài phần của tác phẩm này chưa được xuất bản trước đó), The Dangerous Summer, và The Garden of Eden (tạm dịch: Vườn địa đàng). Các thông tin về các tác phẩm của Hemingway sau khi ông mất được lấy từ lời đề tựa của Charles Scribner, Jr cho cuốnThe Garden of Edenin năm 1987. Trong lời tựa cho cuốn Islands in the Stream, Mary Hemingway cho biết bà đã cùng với Charles Scribner, Jr. để "chuẩn bị xuất bản các tác phẩm từ bản thảo gốc của Ernest". Bà cũng cho biết "ngoài việc vẫn thường làm là sửa lỗi chính tả và dấu câu, chúng tôi cũng cắt một số chỗ trong bản thảo, tôi cảm thấy chắc chắn rằng nếu còn sống ông ấy cũng sẽ làm vậy. Tất cả nội dung cuốn sách vẫn là của Ernest. Chúng tôi không hề thêm thắt gì cả". Còn một số tranh cãi xung quanh việc xuất bản những tác phẩm này, cho rằng không cần thiết phải có sự quyết định của người thân Hemingway hay các nhà xuất bản đối với việc có hay không đưa những tác phẩm này ra công chúng. Ví dụ, một số học giả phản đối việc tác phẩm The Garden of Eden (Vườn địa đàng) được Charles Scribner's Sons xuất bản năm 1986, mặc dù chắc chắn là nguyên bản của Hemingway, nhưng bị cắt mất hai phần ba so với bản thảo.

## Ảnh hưởng và di sản
Ảnh hưởng của văn phong Hermingway tới văn học Mỹ thực sự rất lớn và vẫn còn cho đến ngày nay. James Joyce gọi "A Clean, Well Lighted Place" là "một trong số những truyện hay nhất từng được viết". (Truyện này cũng đã ảnh hưởng tới Edward Hopper's thông qua nhiều bức vẽ nổi tiếng của ông, mà nổi bật nhất là "Nighthawks)." Hunter S. Thompson thường so sánh mình với Hemingway, và có thể tìm thấy những câu văn ngắn gọn kiểu Hemingway trong tiểu thuyết đầu tay của ông, The Rum Diary.

## Gia đình

### Cha mẹ
- Cha: Clarence Hemingway. Sinh ngày 2 tháng 9 năm 1871, mất ngày 6 tháng 12 năm 1928
- Mẹ: Grace Hall Hemingway. Sinh ngày 15 tháng 6 năm 1872, mất ngày 28 tháng 6 năm 1951

### Anh chị em ruột
- Marcelline Hemingway. Sinh ngày 15 tháng 1, 1898, mất ngày 9 tháng 12 năm 1963
- Ursula Hemingway. Sinh ngày 29 tháng 4 năm 1902, mất ngày 30 tháng 10 năm 1966
- Madelaine Hemingway. Sinh ngày 28 tháng 11 năm 1904,mất ngày 14 tháng 11 năm 1995
- Carol Hemingway. Sinh ngày 19 tháng 7 năm 1911, mấtt ngày 27 tháng 10 năm 2002
- Leicester Hemingway. Sinh ngày 1 tháng 4 năm 1915, mất ngày 13 tháng 9 năm 1982

### Người trong gia đình
- Elizabeth Hadley Richardson. Cưới ngày 3 tháng 9 năm 1921, ly hôn ngày 4 tháng 4 năm 1927.

Con trai, John Hadley Nicanor "Jack" Hemingway (còn gọi là Bumby). Sinh ngày 10 tháng 10 năm 1923, chết ngày 1 tháng 12 năm 2000.
Cháu gái, Joan (Muffet) Hemingway
Cháu gái, Margaux Hemingway. Sinh ngày 16 tháng 2 năm 1954, chết ngày 2 tháng 7 năm 1996
Cháu gái, Mariel Hemingway. Sinh ngày 22 tháng 11 năm 1961
- Pauline Pfeiffer. Cưới ngày 10 tháng 5 năm 1927, ly hôn ngày 4 tháng 11 năm 1940.

Con trai, Patrick. Sinh ngày 28 tháng 6 năm 1928.
Cháu gái, Mina Hemingway
Con trai, Gregory Hemingway (được Hemingway gọi là 'Gig'; sau đó được ông gọi là 'Gloria'). Sinh ngày 12 tháng 11 năm 1931, chết ngày 1 tháng 10 năm 2001.
Các cháu, Patrick, Edward, Sean, Brendan, Vanessa, Maria, John Hemingway và Lorian Hemingway
- Martha Gellhorn. Cưới ngày 21 tháng 11 năm 1940, ly hôn ngày 21 tháng 12 năm 1945.
- Mary Welsh. Cưới ngày 14 tháng 3 năm 1946. Vào 19 tháng 8 năm 1946, bà bị sẩy thai do thụ thai ngoài dạ con.

## Những giải thưởng, vinh danh
Trong suốt cuộc đời mình, Hemingway đã được nhận các giải thưởng sau:
- Silver Medal of Military Valor (Huân chương Bạc cho Lòng dũng cảm trong Chiến đấu) (medaglia d'argento) trong Chiến tranh thế giới I;
- Bronze Star Medal (Huân Chương Sao Đồng) (cho Phóng viên quân đội không chính quy trong Chiến tranh thế giới II), 1947;
- Giải Cống hiến của Học viện Văn học - Nghệ thuật Hoa Kỳ, 1954;
- Giải Pulitzer trong hạng mục hư cấu cho Ông già và biển cả, năm 1953[19];
- Giải Nobel Văn học cho những cống hiến văn học trọn đời của ông, năm 1954[20];
- Hai huy chương cho đấu sĩ bò tót.

Một tiểu hành tinh, được tìm ra năm 1978 tại Liên bang Soviet bởi nhà thiên văn học Nikolai Stepanovich Chernykh, được đặt theo tên của ông — 3656 Hemingway.
Vào 17 tháng 7 năm 1989, Sở Bưu chính Hoa Kỳ phát hành một loại tem bưu chính mệnh giá 25-cent để vinh danh Hemingway.

## Các tác phẩm
Đây là danh sách các tác phẩm của Ernest Hemingway (1899 - 1961). Danh sách này bao gồm các tiểu thuyết, truyện ngắn và truyện có thật cũng như các chương trình truyền hình và phim ảnh có sử dụng tác phẩm của ông.
Các tác phẩm đã được dịch sang tiếng Việt có tựa Tiếng Việt được để trong ngoặc kép bên cạnh tên tựa gốc, trong khi các tác phẩm khác có tựa tạm dịch bởi người viết và không để trong ngoặc kép để tiện tra cứu.

### Tác phẩm
| Tiểu thuyết - (1926) The Torrents of Spring - (1926) The Sun Also Rises (Mặt trời vẫn mọc) - (1929) A Farewell to Arms (Giã từ vũ khí) - (1937) To Have and Have Not (Có và không có) - (1940) For Whom the Bell Tolls (Chuông nguyện hồn ai) - (1950) Across the River and Into the Trees (Bên con sông và dưới vòm lá cây) - (1952) The Old Man and the Sea (Ông già và biển cả) - (1970) Islands in the Stream - (1986) The Garden of Eden (Vườn địa đàng) - (1999) True at First Light Tuyển tập - (1923) Three Stories and Ten Poems - (1925) In Our Time (Trong thời đại chúng ta) - (1927) Men Without Women (Đàn ông không có đàn bà) - (1933) Winner Take Nothing (Kẻ thắng chẳng được gì) - (1936) The Snows of Kilimanjaro (Tuyết trên đỉnh Kilimanjaro) - (1938) The Fifth Column and the First Forty-Nine Stories - (1969) The Fifth Column and Four Stories of the Spanish Civil War - (1972) The Nick Adams Stories - (1987) The Complete Short Stories of Ernest Hemingway - (1995) Everyman's Library: The Collected Stories | Hợp tuyển - biên tập bởi Hemingway - Men at War Truyện có thật - (1932) Death in the Afternoon (Chết vào lúc xế trưa) - (1935) Green Hills of Africa (Những ngọn đồi xanh châu Phi) - (1962) Hemingway, The Wild Years - (1964) A Moveable Feast (Hội hè miên man) - (1967) By-Line: Ernest Hemingway - (1970) Ernest Hemingway: Cub Reporter - (1981) Ernest Hemingway Selected Letters - (1985) The Dangerous Summer (Mùa hè nguy hiểm) - (1985) Dateline: Toronto - (1999) Hemingway on Writing - (2000) Hemingway on Fishing - (2003) Hemingway on Hunting - (2003) Hemingway on War - (2005) Under Kilimanjaro - (2008) Hemingway on Paris Kịch sân khấu - (1961) A Short Happy Life - (1967) The Hemingway Hero (working title was: Of Love and Death) |

### Phóng tác
Chương trình truyền hình
- (1958) Scouting on Two Continents, by Frederick Russell Burnham (not completed)
- (1959) For Whom the Bell Tolls
- (1959) The Killers (CBS Buick Electra Playhouse)
- (1960) The Fifth Column
- (1960) The Snows of Kilimanjaro
- (1960) The Gambler, The Nun and the Radio
- (1960) After the Storm (not completed)

### Phim ảnh Mỹ/Liên hiệp Anh
- (1932) A Farewell to Arms (starring Gary Cooper)
- (1943) For Whom the Bell Tolls (Gary Cooper/Ingrid Bergman)
- (1944) To Have and Have Not (Humphrey Bogart/Lauren Bacall)
- (1946) The Killers (starring Burt Lancaster)
- (1947) The Macomber Affair
- (1950) The Breaking Point
- (1952) The Snows of Kilimanjaro (starring Gregory Peck)
- (1957) A Farewell to Arms (starring Rock Hudson)
- (1957) The Sun Also Rises (starring Tyrone Power)
- (1958) The Old Man and the Sea (starring Spencer Tracy)
- (1962) Hemingway's Adventures of a Young Man
- (1964) The Killers (starring Lee Marvin)
- (1965) For Whom the Bell Tolls
- (1977) Islands in the Stream (starring George C. Scott)
- (1984) The Sun Also Rises
- (1990) The Old Man and the Sea (starring Anthony Quinn)
- (1996) In Love and War (starring Chris O'Donnell)
- (1999) The Old Man and the Sea